# Atexcac
Atexcac är en ort i Mexiko.   Den ligger i kommunen Aquixtla och delstaten Puebla, i den sydöstra delen av landet, 130 km öster om huvudstaden Mexico City. Atexcac ligger 2 154 meter över havet och antalet invånare är 566.
Terrängen runt Atexcac är kuperad åt sydväst, men åt nordost är den bergig. Runt Atexcac är det ganska tätbefolkat, med 60 invånare per kvadratkilometer. Närmaste större samhälle är Zacatlán, 14,1 km norr om Atexcac. I omgivningarna runt Atexcac växer i huvudsak blandskog.